# Ángela Álvarez
Pour les articles homonymes, voir Álvarez.
Ángela Álvarez, née le 13 juin 1927 et morte le 6 décembre 2024, est une autrice-compositrice-interprète cubaine. 

## Biographie
Ángela Álvarez est née à Camagüey à Cuba en 1927,. Dans l'école catholique où elle suit son cursus scolaire, elle commence à apprendre la guitare. Elle apprend ensuite le piano et le chant mais son père et son grand-père lui interdisent d'en faire son métier, le trouvant peu approprié pour une femme,.
Plus tard, elle se marie et devient mère de quatre enfants. Son mari, qui travaille dans l'industrie sucrière, l'encourage à chanter lors de leurs voyages dans différents pays au Salvador, au Guatemala et au Costa Rica. 
En 1962, fuyant la révolution cubaine, elle envoie ses enfants aux États-Unis via l'opération Peter Pan organisée par les États-Unis, puis les rejoint quelques mois plus tard sans son mari (d'autres sources indiquent quelques années plus tard) et s'installe à Miami, alors qu'elle ne parle pas anglais. Elle travaille à différents petits boulots, comme la cueillette de tomates ou le nettoyage de bureaux.
Elle continue à jouer de la musique pour elle et compose des morceaux à propos de sa vie. Son petit-fils Carlos, lui-même musicien, s'en rend compte et lui propose[Quand ?] de s'enregistrer dans un studio à Los Angeles. L'album Ángela Álvarez, composé de 15 chansons (parmi une cinquantaine enregistrées avec un orchestre, incluant des membres de Buena Vista Social Club, et José Álvarez, l'un de ses enfants), sort en 2021 et lui permet, à 95 ans, de remporter le Latin Grammy Awards de révélation de l'année, aux côtés de Silvana Estrada. Elle est la personne la plus âgée à recevoir ce prix. Lors de son discours de remise du prix, elle déclare « il n'est jamais trop tard ».
En 2018, elle donne son premier concert public, au théâtre Avalon Hollywood de Los Angeles, avec pour maître de cérémonie Andy Garcia et accompagnée entre autres des musiciens Ramón Stagnaro, Justo Almario, Danilo Lozano, Luis Conte, José Álvarez et Alberto Salas,.
Un documentaire, Miss Angela, lui est consacré, et elle joue dans le film Father of the Bride de Gary Alazraki.
En 2022, à l'âge de 95 ans, elle reçoit le Latin Grammy Awards de révélation de l'année et devient la personne la plus âgée à recevoir ce prix.

## Discographie
- 2021, Ángela Álvarez

## Filmographie
- 2021, Miss Angela, de Paul Toogood y Lloyd Stanton[7]
- 2022, Father of the Bride de Gaz Alazraki[6]